# Królewna Śnieżka i siedmiu krasnoludków (film)
Królewna Śnieżka i siedmiu krasnoludków (ang. Snow White and the Seven Dwarfs) – amerykański film animowany z 1937 roku produkcji Walta Disneya na podst. baśni ludowej pod tym samym tytułem w opracowaniu braci Grimm. Pierwszy pełnometrażowy film wytwórni Walt Disney Productions, a zarazem pierwszy film z oficjalnego kanonu animacji Disneya. Jego aktorski remake Śnieżka powstał w 2025 roku.
Film uważany jest za jedną z najpopularniejszych produkcji Walta Disneya. Choć był reklamowany przez wytwórnię jako pierwszy pełnometrażowy film animowany w historii, w rzeczywistości był pierwszą amerykańską produkcją tego typu, po wymienianych ośmiu innych, z których jako pierwszy nakręcono w Argentynie (El Apóstol z 1917 roku).
W 1989 film został jednym z pierwszych 25 filmów wprowadzonych do Narodowego Rejestru Filmowego Stanów Zjednoczonych jako „znaczących kulturowo, historycznie bądź estetycznie”.

## Fabuła

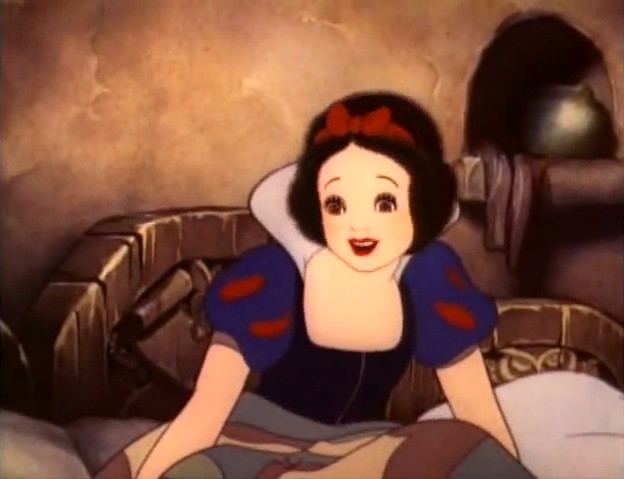
Królewna Śnieżka

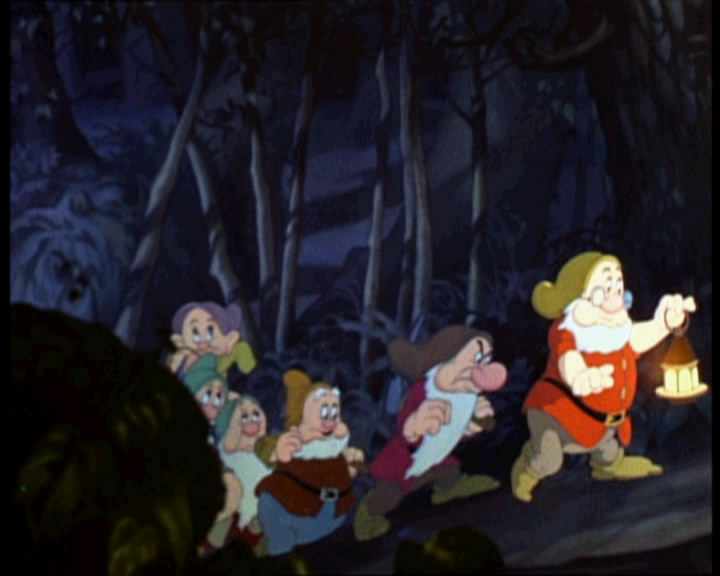
Krasnoludki

W baśniowej krainie mieszka piękna dziewczyna, nazywana Śnieżką. Pewnego dnia spotyka królewicza Floriana, w którym zakochuje się z wzajemnością. Macocha Śnieżki, Królowa Grimhilda, jest zazdrosna o piękno dziewczyny, dlatego każe jej nosić łachmany i wykonywać najgorsze prace. Oczekując pochwał, codziennie pyta magicznego zwierciadła o to, kto jest najpiękniejszy w świecie. Gdy słyszy, że to Śnieżka jest najpiękniejsza, wpada w gniew, dlatego wysyła nadwornego myśliwego Humberta, aby zabił dziewczynę w lesie. Humbert daruje życie Śnieżce i każe jej uciec w głąb lasu. Dziewczyna zaprzyjaźnia się ze zwierzętami i z ich pomocą znajduje kryjówkę w małej chatce, której mieszkańcami jest siedmiu krasnoludków pracujących w kopalni: Mędrek, Wesołek, Apsik, Gapcio, Gburek, Nieśmiałek i Śpioszek. Po powrocie do domu zastają Śnieżkę, a poznawszy jej historię, zgadzają się udzielić jej schronienia w chatce.
Królowa Grimhilda, dowiedziawszy się od zwierciadła, że Śnieżka wciąż żyje, wpada w szał i postanawia samodzielnie zgładzić dziewczynę. Za sprawą magicznego napoju przekształca się w garbatą wiedźmę i zatruwa jedno z jabłek, z którym udaje się do chatki krasnoludków, by wręczyć je Śnieżce. Dziewczyna kosztuje owoc, po czym zapada w sen. Krasnoludki odkrywają zwłoki Śnieżki, po czym ruszają w pościg za wiedźmą, która ginie wskutek upadku w otchłań. Chcąc uszanować urodę Śnieżki, krasnoludki organizują dziewczynie pochówek w kryształowym sarkofagu. Pewnego dnia do lasu dociera Florian, który pocałunkiem wybudza Śnieżkę. Para żyje długo i szczęśliwie.

## Obsada
- Marge Champion –
  - królewna Śnieżka,
  - Gapcio
- Adriana Caselotti – królewna Śnieżka (głos)
- Lucille La Verne – Zła Królowa / Wiedźma (głos)
- Don Brodie – Zła Królowa jako Wiedźma
- Billy House –
  - Mędrek,
  - Wesołek
- Roy Atwell – Mędrek (głos)
- Pinto Colvig –
  - Gburek (głos),
  - Śpioszek (głos)
- Eddie Collins –
  - Gapcio,
  - wiewiórki (głos),
  - pręgowce (głos)
- Otis Harlan – Wesołek (głos)
- Scotty Matthraw – Nieśmiałek (głos)
- Oliver Wallace[10] –
  - Apsik,
  - Gapcio
- Billy Gilbert – Apsik (głos)
- Louis Hightower – królewicz
- Harry Stockwell – królewicz (głos)
- Moroni Olsen – Magiczne Zwierciadło (głos)
- Stuart Buchanan – łowczy Humbert (głos)
- Marion Darlington – ptaszki (głos)
- Purv Pullen – ptaszki (głos)

## Produkcja
Prace nad produkcją filmu rozpoczęto wiosną 1934, kiedy Walt Disney ogłosił realizację kolorowego filmu animowanego, będącego ekranizacją baśni braci Grimm. Początkowo planował nakręcić Królewnę Śnieżkę… jako kolejną część serii krótkometrażowych animacji Głupiutkie symfonie, jednak później zdecydował o stworzeniu filmu pełnometrażowego. Na początku 1935 ukończył zarys scenariusza i harmonogram produkcji filmu. Grafik pracowniczy obejmował podział na trzy ośmiogodzinne zmiany, dzięki czemu produkcja filmu mogła trwać przez całą dobę, siedem dni w tygodniu.
Nad filmem pracowało ponad 750 artystów, którzy wykonali w sumie ok. miliona rysunków, z czego w filmie wykorzystano ponad 250 tys. z nich. W czasie prac nad filmem chemicy na podstawie specjalnej formuły przygotowali podstawowe kolory, które mieszali z 1500 innych kolorów i odcieni. W filmie po raz pierwszy została doceniona kamera z szerokim obiektywem, którą wynaleźli, skonstruowali i udoskonalili technicy ze studia Walta Disneya. Dzięki temu animowane sceny nabrały cech trójwymiarowości, a postacie drugoplanowe również mogły być filmowane wieloplanowo. Rysownicy w trakcie prac nad filmem codziennie oglądali nieme komedie Charliego Chaplina i studiowali ruchy komika, by przenieść je na postacie krasnoludków. Z racji stale rosnących kosztów produkcji i wydłużającego się czasu powstawania filmu prezes Bank of America zagroził zawieszeniem kredytowania studia, jednak – poruszony po obejrzeniu gotowych fragmentów filmu – zmienił zdanie i kontynuował wsparcie finansowe.
Pomimo nieprzychylnej prasy, w grudniu 1937 – po niemal czterech latach – ukończono prace nad filmem. Premiera Królewny Śnieżki i siedmiu krasnoludków odbyła się 21 grudnia 1937 w teatrze „Carthay Circle” w Hollywood. Film zebrał pozytywne recenzje krytyków i osiągnął sukces komercyjny, przynosząc ogromne wpływy – po uwzględnieniu inflacji pozostaje 10. najbardziej dochodową produkcją filmową. Akademia Filmowa w Hollywood przyznała Disneyowi specjalną nagrodę za „film będący znaczącą innowacją w dziedzinie kinematografii, prezentujący wdzięk i nowatorstwo na płaszczyźnie wspaniałej, nowej rozrywki w zakresie filmu rysunkowego”; złotą statuetkę Oscara i jej siedem miniaturowych kopii wręczyła Disneyowi Shirley Temple.

## Wersja polska
Disney początkowo zlecił stworzenie polskiego dubbingu Mieczysławowi Znamierowskiemu, który wówczas mieszkał w Kalifornii. Dubbing powstawał najprawdopodobniej w jednym ze studiów filmowych w Los Angeles, a głosu bohaterom użyczali okoliczni polscy aktorzy, którzy wcześniej wyemigrowali do Stanów Zjednoczonych. Znamierowski przerwał pracę, gdyż amerykański akcent imigrantów był zbyt mocny. Disney wyraził zgodę na powtórne zrealizowanie dubbingu, tym razem w Polsce.
Za reżyserię warszawskiej polskiej wersji językowej filmu odpowiadał Ryszard Ordyński, który przy tłumaczeniu dialogów i tekstów piosenek współpracował z Marianem Hemarem. Nagrania zrealizowano w Warszawie, wzięli w nich udział m.in. Maria Modzelewska, Leokadia Pancewiczowa, Seweryna Broniszówna, Janusz Strachocki i Stefan Jaracz. Konsultacji polskim twórcom udzielił Stuart Buchanan, współpracownik Walta Disneya, który użyczył głosu łowczemu leśniczemu w oryginalnej wersji językowej filmu. Pierwsza wersja polska jest trzecim najstarszym zachowanym polskim dubbingiem. Została nagrana w pierwszej połowie 1938. Pełna dokumentacja zaginęła podczas II wojny światowej, a odkryciu twórców dubbingu przysłużyli się internauci, biografowie i eksperci od kina międzywojennego.
Pierwszy pokaz filmu w polskiej wersji językowej miał miejsce 5 października 1938 w warszawskim kinie Palladium, tego samego dnia trafiła do kin w kilku innych miastach.
W listopadzie 1938 wytwórnia Syrena Electro wydała album zawierający instrumentalne wersje piosenek ze ścieżki dźwiękowej do filmu.
Od sierpnia 1992 firma ITI ponownie dystrybuowała film w kinach. Film znalazł się w pierwszej dziesiątce najbardziej oglądanych filmów w polskich kinach z 1992, zajmując ósme miejsce. Film został wydany w Polsce na kasetach wideo i płytach DVD dzięki firmie Imperial Entertainment 2001.

### Pierwsza wersja
Wersja polska: Polska Spółka Synchronizacyjna

Reżyseria: Ryszard Ordyński

Dialogi i teksty piosenek: Marian Hemar

Kierownictwo produkcji: Zygmunt Bryl

Wystąpili m.in.:
- Maria Modzelewska – królewna Śnieżka
- Leokadia Pancewiczowa − Zła Królowa
- Seweryna Broniszówna − Zła Królowa jako Wiedźma
- Aleksander Zelwerowicz − Mędrek
- Józef Orwid − 
  - Gburek,
  - Wesołek
- Henryk Małkowski − Nieśmiałek
- Tadeusz Jasłowski − królewicz[27]
- Janusz Strachocki − duch Zaklętego Zwierciadła
- Stefan Jaracz − leśniczy

Piosenki wykonali:
- „Marzenie” – Maria Modzelewska
- „Piosenkę znam tylko jedną” – Tadeusz Jasłowski
- „Kto nauczył się śmiać” – Maria Modzelewska
- „Przy pracy gwiżdż jak kos” – Maria Modzelewska
- „Stuk, stuk, stuk” – Chór Dana
- „Hej ho!” – Chór Dana
- „Piosenka czyścioszków” – Aleksander Zelwerowicz
- „Wesoła piosenka” – Henryk Małkowski, Józef Orwid, Chór Dana
- „Tam przez cienisty bór” – Maria Modzelewska
- „Piosenkę znam tylko jedną” (repryza) – Tadeusz Jasłowski

### Druga wersja
W 2009 wydana została odświeżona wersja filmu z nowo nagranym dubbingiem w języku polskim. W tej wersji film został wydany przez CD Projekt na Blu-Ray.
Wersja polska: Sun Studio A/S Oddział w Polsce

Reżyseria: Waldemar Modestowicz

Dialogi: Joanna Serafińska

Kierownictwo muzyczne: Agnieszka Tomicka

Teksty piosenek: Marian Hemar

Dźwięk i montaż: Filip Krzemień

Kierownictwo produkcji:
- Beata Jankowska,
- Marcin Kopiec

Zgranie: Shepperton International

Opieka artystyczna: Michał Wojnarowski – Disney Poland

W wersji polskiej udział wzięli:
- Edyta Krzemień – królewna Śnieżka
- Danuta Stenka − Zła Królowa / Wiedźma
- Piotr Fronczewski − Mędrek
- Marian Opania − Gburek
- Krzysztof Stelmaszyk − Nieśmiałek
- Krzysztof Kowalewski − Wesołek
- Piotr Gąsowski − Apsik
- Damian Damięcki − Śpioszek
- Damian Aleksander − książę
- Aleksander Bednarz − Magiczne Zwierciadło
- Andrzej Blumenfeld − myśliwy
- Krzysztof Kolberger − narrator

Piosenki wykonali:

- „Marzenie” – Edyta Krzemień
- „Piosenkę znam tylko jedną” – Damian Aleksander
- „Kto nauczył się śmiać” – Edyta Krzemień
- „Przy pracy gwiżdż jak kos” – Edyta Krzemień
- „Stuk, stuk, stuk” – Damian Damięcki, Piotr Fronczewski, Piotr Gąsowski, Krzysztof Kowalewski, Marian Opania, Krzysztof Stelmaszyk
- „Hej ho!” – Damian Damięcki, Piotr Fronczewski, Piotr Gąsowski, Krzysztof Kowalewski, Marian Opania, Krzysztof Stelmaszyk
- „Piosenka czyścioszków” – Piotr Fronczewski, Marian Opania
- „Wesoła piosenka” – Krzysztof Kowalewski, Krzysztof Stelmaszyk
- „Tam przez cienisty bór” – Edyta Krzemień
- „Piosenkę znam tylko jedną” (repryza) – Damian Aleksander

Chór w składzie: Agata Dąbrowska, Aneta Figiel, Magdalena Tul, Adam Krylik, Krzysztof Pietrzak, Michał Rudaś, Jakub Szydłowski

## Nawiązania
- W krótkometrażowym Runaway Brain(inne języki) (1995) Myszka Miki gra na konsoli gier wideo w beat ’em up osadzony w świecie Królewny Śnieżki[28].
- W komiksie Silver Surfer (vol. 7) #2 małoletnie Dawn i Eve Greenwood, z racji bycia bliźniaczkami, na przedstawieniu szkolnym grają królową po obu stronach Magicznego Zwierciadła[29].